# 名古屋市立東桜小学校
名古屋市立東桜小学校（なごやしりつ ひがしさくらしょうがっこう）は、名古屋市東区東桜一丁目の公立小学校。

## 歴史

### 沿革
- 1872年（明治5年） - 第三十義校として発足する[WEB 1]。
- 1876年（明治9年） - 第二十九番小学高岳学校が発足する[WEB 1]。
- 1885年（明治18年） - 第三十義校が東新尋常小学校と校名を改める[WEB 1]。
- 1902年（明治35年） - 第二十九番小学高岳学校が高岳尋常小学校と校名を改める[WEB 1]。
- 1909年（明治42年） - 久屋尋常小学校が発足する[WEB 1]。
- 1932年（昭和7年） - 東新尋常小学校が移転し、現在東桜小学校の校地となっている場所に校地を移す[WEB 1]。
- 1941年（昭和16年） - 高岳・東新・久屋各尋常小学校が、高岳・東新・久屋国民学校とそれぞれ校名を改める[WEB 1]。
- 1945年（昭和20年） - 戦況の悪化により、学童疎開が実施される[WEB 1]。東新国民学校は岐阜県谷汲村、高岳国民学校は愛知県足助町、久屋国民学校は三重県宇治山田市にそれぞれ疎開する[WEB 1]。また、高岳・久屋国民学校については名古屋大空襲により校舎を喪う[WEB 1]。
- 1946年（昭和21年） - 高岳・東新・久屋各国民学校が統合され、名古屋市東桜国民学校となる[WEB 1]。
- 1947年（昭和22年） - 名古屋市東桜国民学校が名古屋市立東桜小学校に校名を改める[WEB 1]。
- 1956年（昭和31年） - 愛唱歌として「ぼくらは太陽」を制定する[WEB 1]。
- 1957年（昭和32年） - 校旗制定[WEB 1]。
- 1965年（昭和40年） - 難聴・言語障害特殊学級を新設する[WEB 1]。
- 1993年（平成5年） - 特殊学級に代わり、通級指導教室を開設[WEB 1]。
- 1997年（平成9年） - 愛唱歌「ぼくらは太陽」を校歌に制定する[WEB 1]。

### 児童数の変遷
『愛知県小中学校誌』（1998年）によると、児童数の変遷は以下の通りである。
| 1947年（昭和22年） | 892人   |  |
| 1957年（昭和32年） | 1,262人 |  |
| 1967年（昭和42年） | 821人   |  |
| 1977年（昭和52年） | 623人   |  |
| 1987年（昭和62年） | 435人   |  |
| 1997年（平成9年）  | 286人   |  |

## 通学区域
所管する名古屋市教育委員会は、2019年（令和元年）9月1日現在、東区東桜一丁目・東外堀町・久屋町の全域および泉一丁目・泉二丁目・泉三丁目・東桜二丁目の各一部を通学区域として指定している。
また、卒業後の進学先は名古屋市立冨士中学校となっている。

## 関係者
卒業生・出身者
- 豊田喜一郎（トヨタ自動車創立者、同社第2代社長） - 中退

### WEB
1. 1 2 3 4 5 6 7 8 9 10 11 12 13 14 15 16 17  “沿革概要”.   名古屋市立東桜小学校. 2020年8月8日閲覧。
2. ↑  名古屋市教育委員会事務局総務部教育環境計画室計画係 (2019年9月1日). “名古屋市立小・中学校の通学区域一覧（東区）” (PDF).   名古屋市. 2020年8月8日閲覧。
3. ↑  名古屋市教育委員会事務局総務部教育環境計画室計画係 (2018年4月1日). “名古屋市立中学校区一覧（小→中）” (PDF).   名古屋市. 2020年8月8日閲覧。

### 書籍
1. ↑  六三制教育五十周年記念愛知県小中学校誌編集委員会 1998, p. 284.